# 12762 Nadiavittor
12762 Nadiavittor eller 1993 UE1 är en asteroid i huvudbältet som upptäcktes den 26 oktober 1993 av Farra d'Isonzo-observatoriet i Farra d'Isonzo. Den är uppkallad efter Nadia Vittor.
Asteroiden har en diameter på ungefär 6 kilometer.